# Michiel Janszoon van Miereveld
Michiel Janszoon van Miereveld, född 1566, död 27 juni 1641, var en holländsk konstnär (porträttmålare).

## Biografi
van Miereveld var först verksam i sin födelsestad Delft, och sedan i Haag, där han var de oraniska furstarnas hovmålare. van Miereveld hade en av tidens förnämsta porträttateljéer, där han sysselsatte flera medhjälpare, såsom Paulus Moreelse, Johannes Anthoniszoon van Ravesteyn samt sonen Pieter van Miereveld, som jämte fadern utförde flera gruppbilder i Delft. von Mierevelds porträtt, mestadels bröstbilder, utmärker sig för sitt lugn, sin naturliga hållning, god karakteristisk och klar, i början något mörkare, och senare, under inflytande från Frans Hals, i ljusare och friare färgskala. von Miereveld har avbildat ett flertal av sina samtida mera framstående personligheter, särskilt i Holland och England. Han har dock även gjort porträtt av Gustav II Adolf och Axel Oxenstierna, utan att de avbildade har suttit modell för honom. En del av dessa porträtt stacks senare i koppar av hans svärson Willem Jacobszoon Delff.
von Miereveld är rikt företrädd i olika museer. Amsterstams riksmuseum har ett 30-tal bilder. Han finns även på Nationalmuseum och Hallwylska museet i Stockholm och Kustmuseet i Köpenhamn.

## Bilder
|                           |
| Porträtt av okänd kvinna. |

|                                               |
| Porträtt av åttioårig man, Hallwylska museet. |